# Bibliothek der Abtei Maria Laach

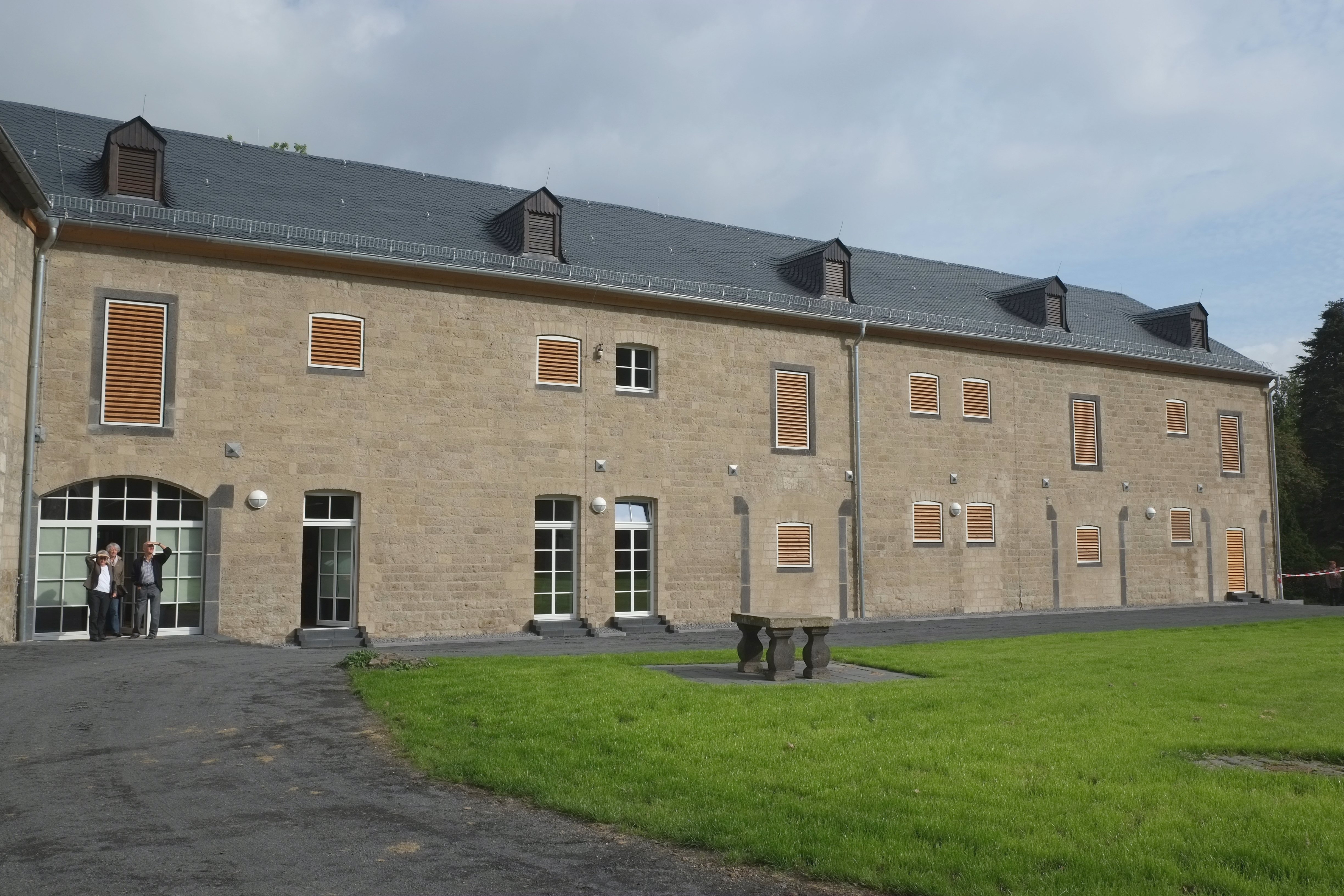
Magazingebäude der Bibliothek

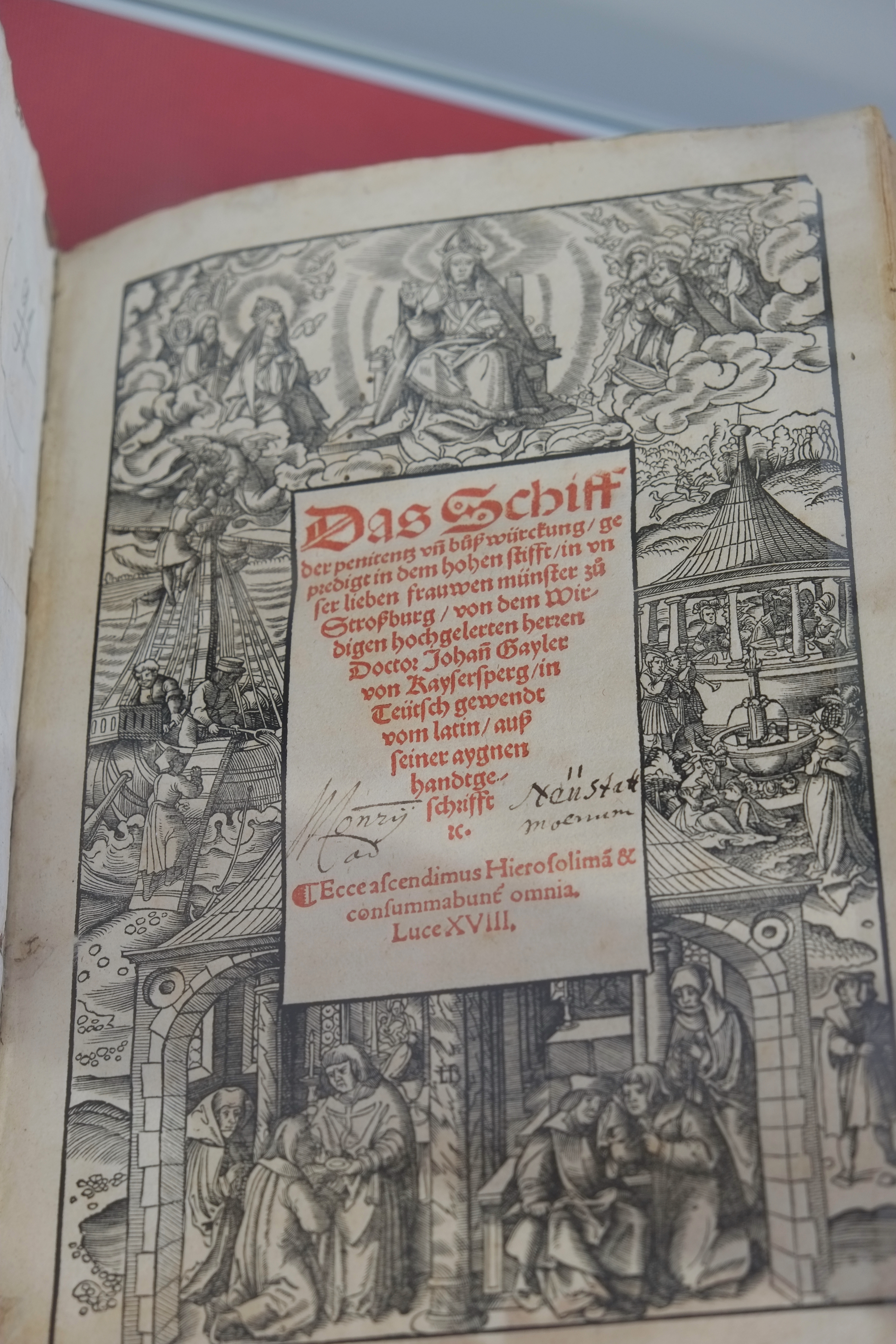
Zimelie der Bibliothek

Bibliothek

Die Bibliothek der Abtei Maria Laach umfasst heute etwa 260.000 Titel, von denen etwa 9000 vor dem Jahr 1800 gedruckt oder geschrieben wurden. Damit gehört die Bibliothek zu den größten Privatbibliotheken in Deutschland.

## Geschichte
Eine Bibliothek bestand schon im Mittelalter in dem 1093 gegründeten Kloster. Bei der Aufhebung des Klosters infolge der Säkularisation im Jahr 1802 wurde die Bibliothek zerstreut. Bei der Inventarisierung wurden 3719 gedruckte Werke gezählt. Heute lassen sich noch 69 Handschriften der historischen Klosterbibliothek von Maria Laach nachweisen.
1863 übernahm der Jesuitenorden das Kloster und begann mit dem Aufbau einer neuen Bibliothek, der nach der Wiederbegründung des Klosters durch die Benediktiner im Jahr 1892 fortgesetzt wurde. Unter anderem wurden Altbestände der ebenfalls säkularisierten fränkischen Benediktinerabtei Neustadt am Main übernommen. Dazu kamen Dubletten aus dem Kloster Beuron und Ankäufe aus den schweizerischen Stiftsbibliotheken Einsiedeln und Engelberg. Im Jahr 1900 verfügte die Klosterbibliothek bereits wieder über 40.000 Bände. Schwerpunkte der Sammlung sind aszetische, monastische und kirchengeschichtliche Literatur. Sie enthält aber auch naturwissenschaftliche und schöngeistige Literatur.

## Gebäude
Die Bibliothek ist heute auf zwei Gebäude verteilt. Im September 2013 wurde im sogenannten Jesuiten-Kuhstall ein modernes Magazingebäude fertiggestellt.
Dadurch konnte das historische als Verbindung zwischen Klosterkirche und Gästeflügel errichtete Bibliotheksgebäude, die sog. Jesuitenbibliothek, von nachträglich eingebauten Regalen befreit und die ursprüngliche Raumwirkung wiederhergestellt werden. Der Bibliotheksbau von 1865 mit seiner gusseisernen Treppenkonstruktion aus der Sayner Hütte gehört nach Ansicht der Landesdenkmalpflege zu den kulturgeschichtlich und denkmalpflegerisch bemerkenswertesten und besterhaltenen Bibliotheksbauten des 19. Jahrhunderts in der Nachfolge der großen barocken Klosterbibliotheken. Er wurde in zweijähriger Arbeit renoviert und am 21. Juli 2015 wieder eröffnet. Seitdem sind dort die Präsenzbibliothek und der Lesesaal eingerichtet.

## Bücherstempel und Signaturen

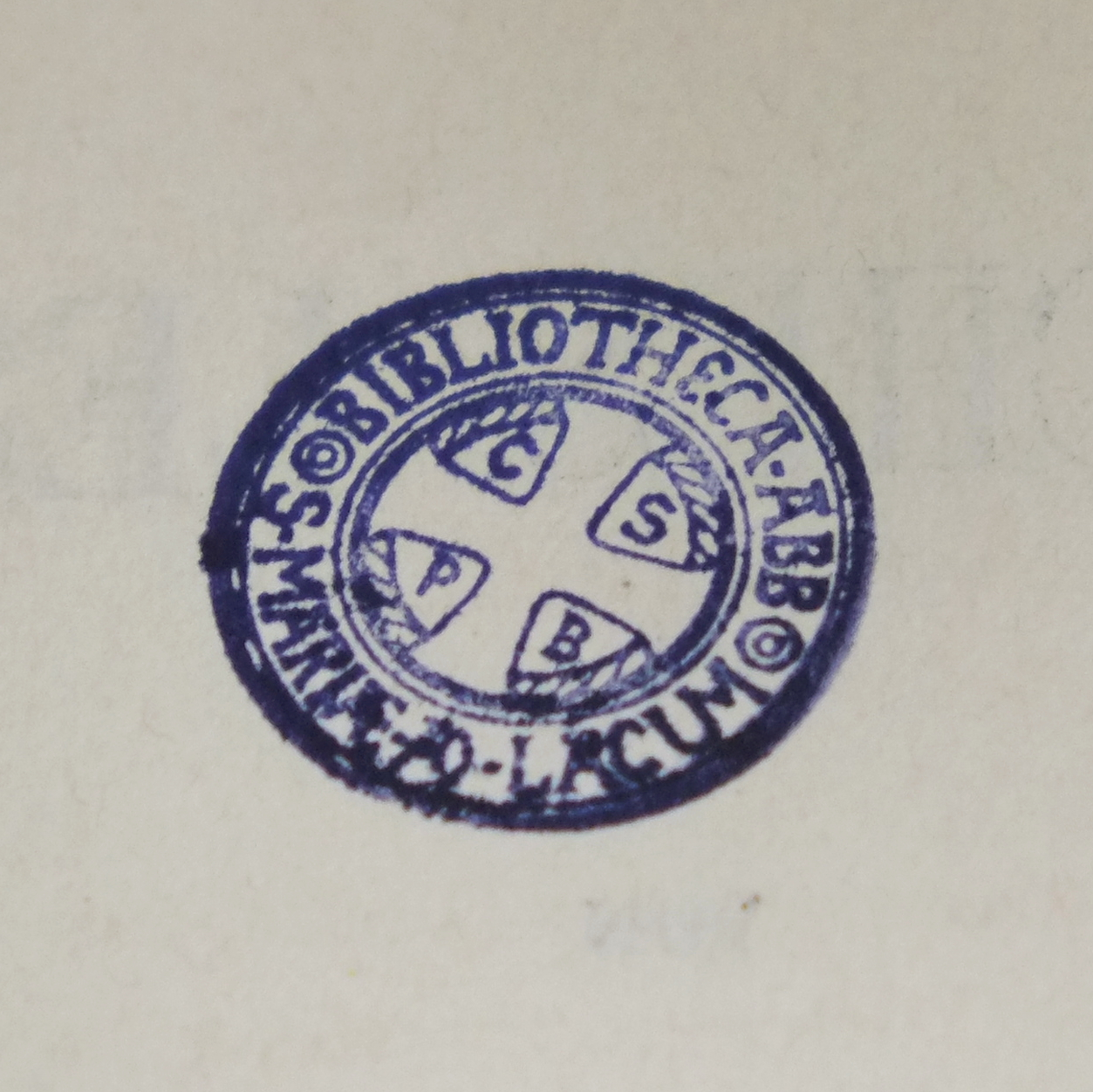
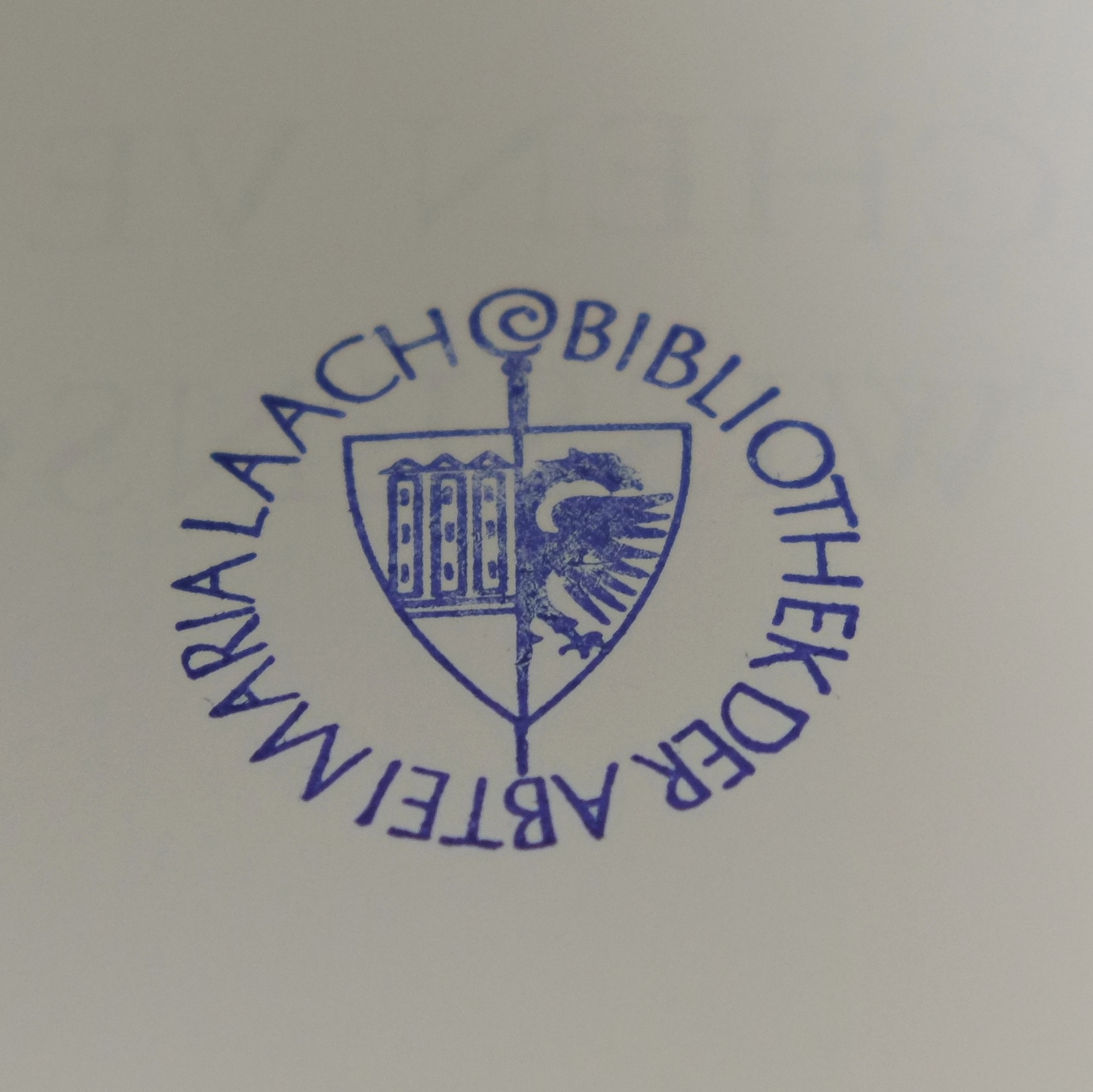
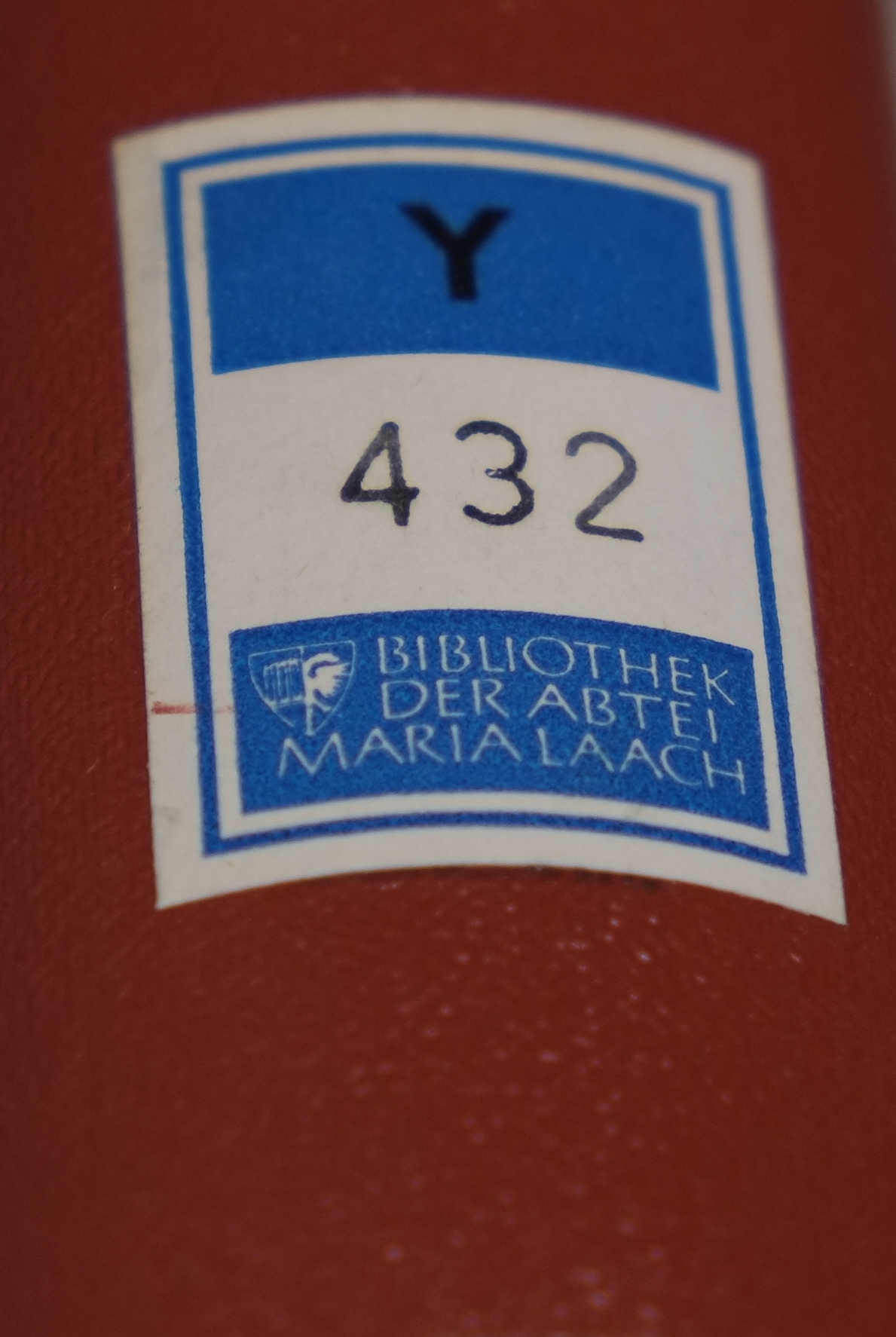
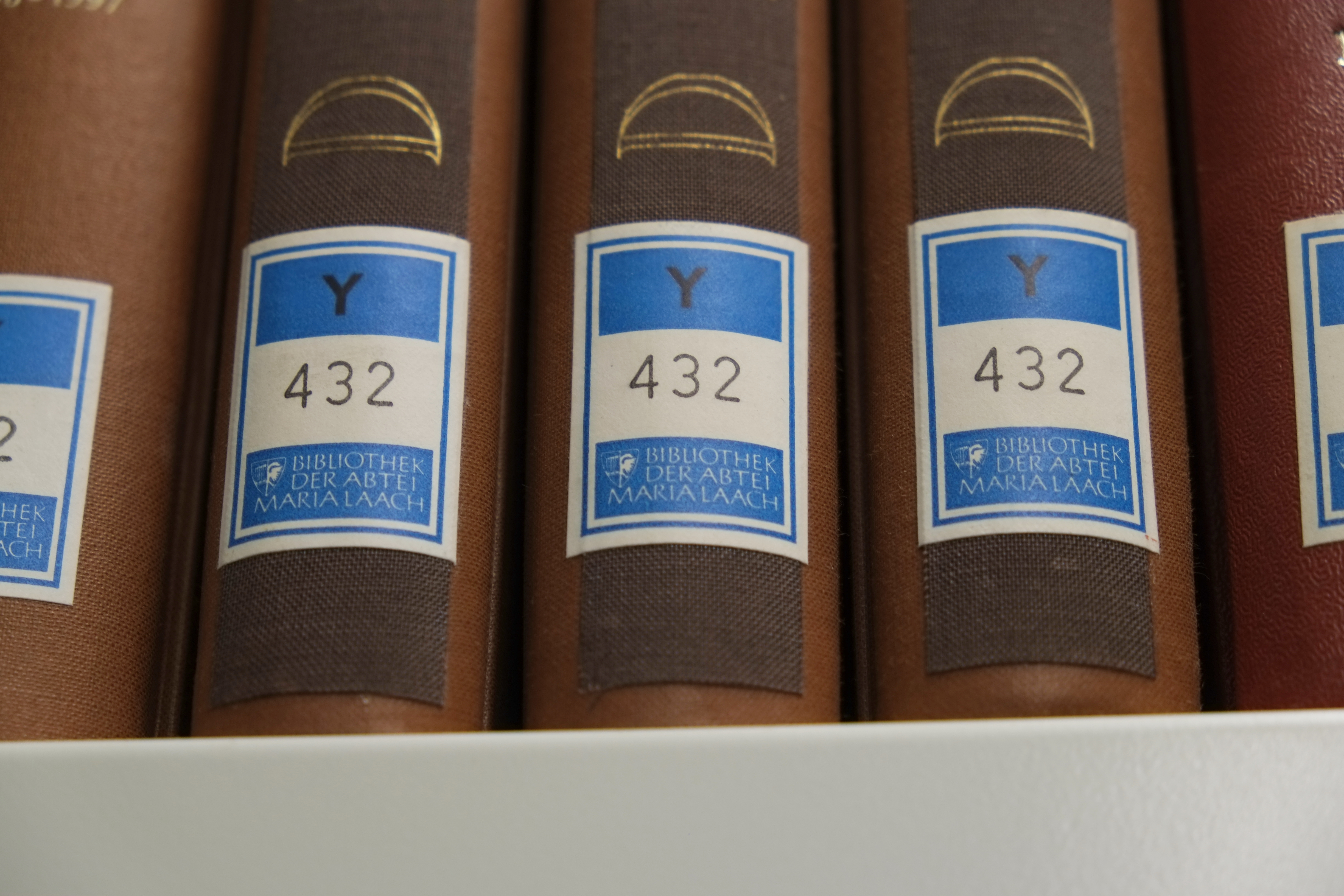